# Parque natural metropolitano
El Parque Natural Metropolitano es un área protegida ubicada en la Ciudad de Panamá. Los orígenes de este parque datan de 1974, cuando se dieron los primeros pasos para el buen uso del área cercana al Canal de Panamá. Posteriormente en 1983, esta área se declaró como Área Recreativa de Curundú.  Finalmente, un año después el presidente de esa época, (Jorge Illueca) realiza una gira presidencial y a raíz de esta gira, se presentó una propuesta de parque natural Metropolitano (PNM3),  el cual fue creado mediante la ley n.º 8 del 5 de julio de 1985. El parque está localizado en el distrito de Panamá, corregimiento de Ancón, en la avenida Juan Pablo II.

## Características
Este parque se caracteriza por ser un área natural de 265 hectáreas, está ubicado cercano a los límites de la Ciudad de Panamá y limita con la cuenca del Canal de Panamá,  por su cercanía a ésta, forma parte del conjunto de áreas protegidas de la región transistmica panameña. Es muy visitado con fines educativos y recreativos.

## Flora y fauna
En el parque hay una variedad de aves y animales vertebrados propios del bosque húmedo tropical, tales como: el mono tití, el ñeque, guacamayas, ardillas, etc. Además cuenta con senderos naturales desde donde se pueden observar sus bosques, paisajes y una vista panorámica de la ciudad capital.
A pesar de la cercanía del parque nacional Metropolitano con la ciudad capital, es el hábitat de 227 especies de aves, 45 de mamíferos, 36  clases de serpientes y de 14 clases de anfibios.
Se considera que aproximadamente el 75% del parque está cubierto por bosque seco tropical del Pacífico,  ecosistema que casi ha desaparecido en otras regiones del país. También que en el mismo existen alrededor de 284 especies vegetales, incluyendo árboles que alcanzan entre 30 y 35 metros (100- 115 pies) de altura, entre ellas destacan una gran cantidad de enredaderas, epífitas, orquídeas y musgos que añaden color y vida al bosque durante todo el año.